# Lavandula saharica
Lavandula saharica là một loài thực vật có hoa trong họ Hoa môi. Loài này được Upson & Jury mô tả khoa học đầu tiên năm 2003 publ. 2004.